# لايا اليكساندري
لايا ألكساندري لوبيز (من مواليد 25 أغسطس 2000) هي لاعبة كرة قدم إسبانية محترفة تلعب كمدافعة لنادي مانشستر سيتي في الدوري الممتاز للسيدات والمنتخب الإسباني. في يناير 2020، تم اختيارها من قبل الاتحاد الأوروبي لكرة القدم كواحدة من أكثر 10 لاعبات شابات واعدات في أوروبا.

## اللعب الدولي
مثلت أليكساندري إسبانيا في كأس العالم للسيدات تحت 17 سنة 2016 وكأس العالم للسيدات تحت 20 سنة 2018. ظهرت لأول مرة في 17 مايو 2019 في مباراة ودية ضد منتخب الكاميرون للسيدات. وسجلت هدفها الدولي الأول في تلك المباراة. عام 2023 كانت جزءًا من فريق لاس 15، وهي مجموعة مكونة من 15 لاعبًا انسحبت من المنتخب الوطني في خلاف مع مدرب المنتخب الوطني خورخي فيلدا.

## معرض الصور

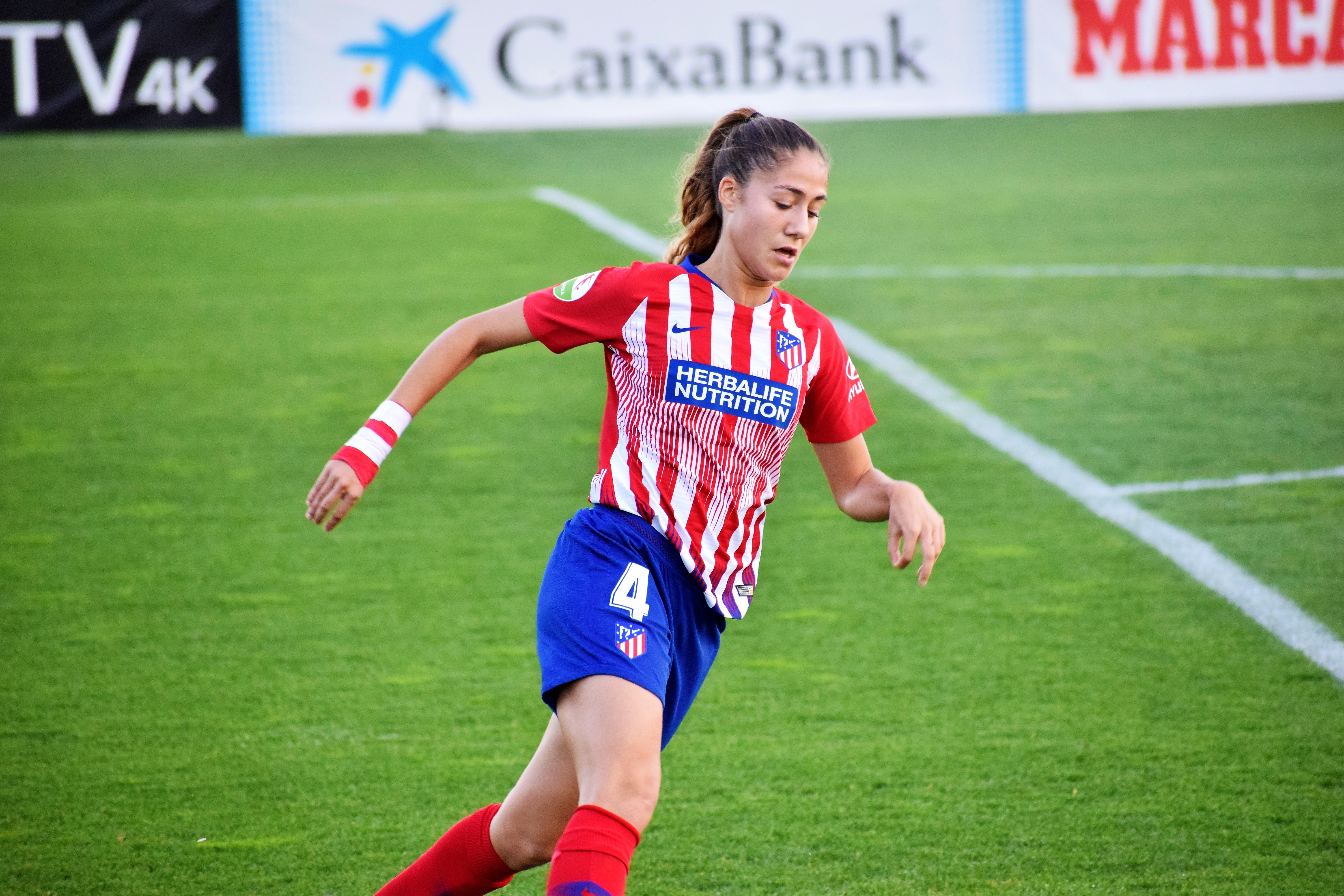
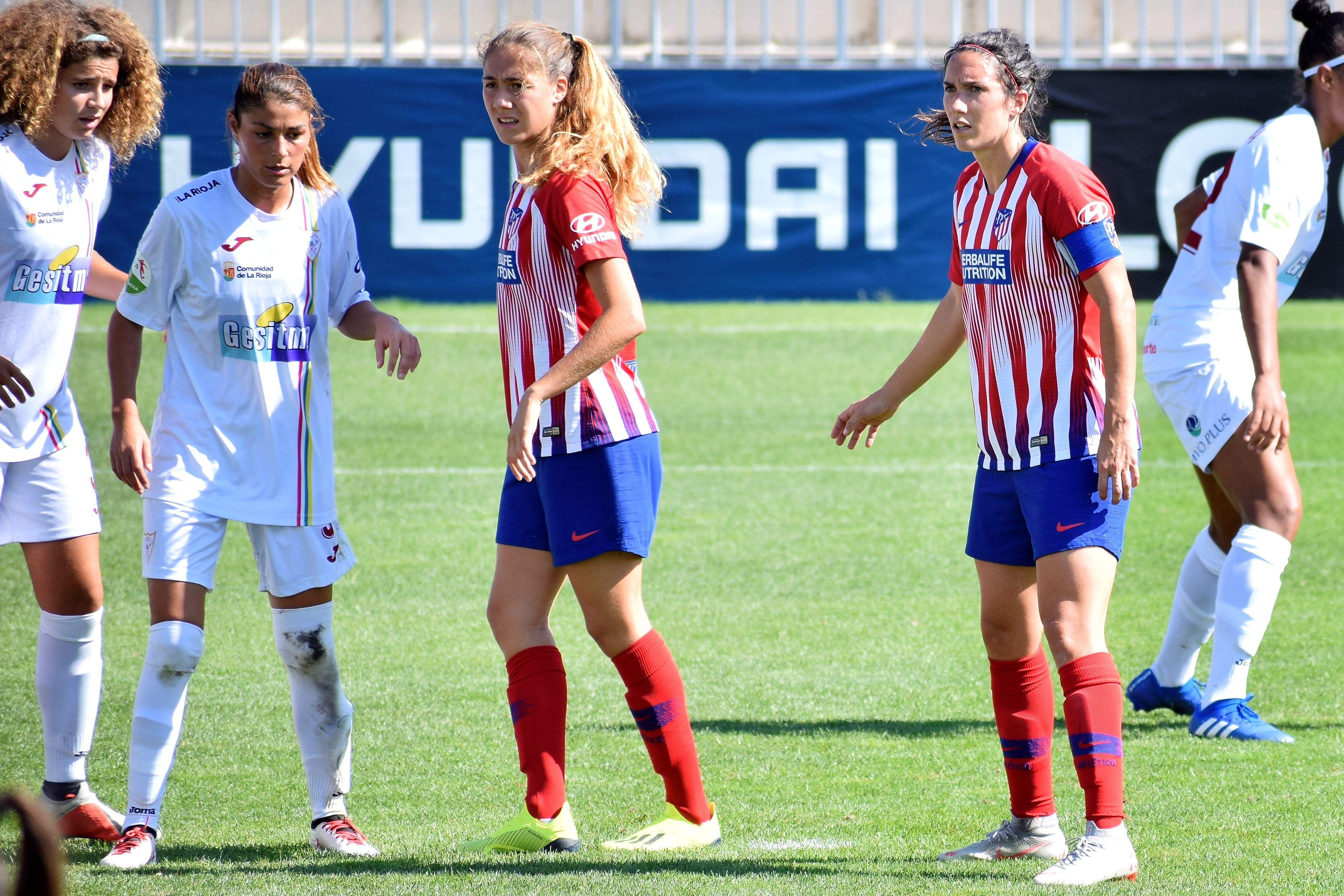
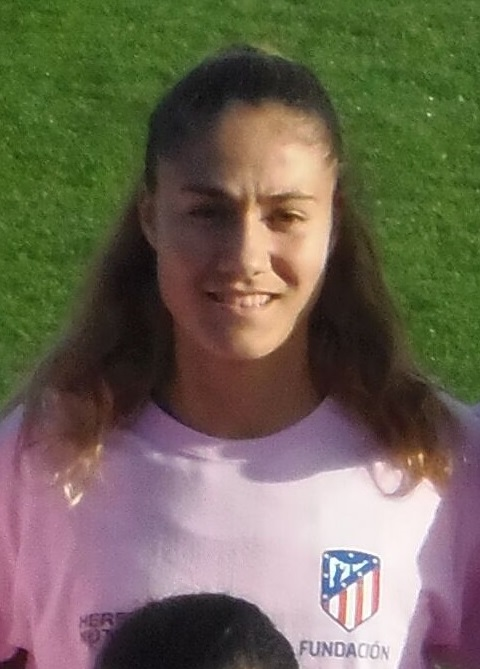
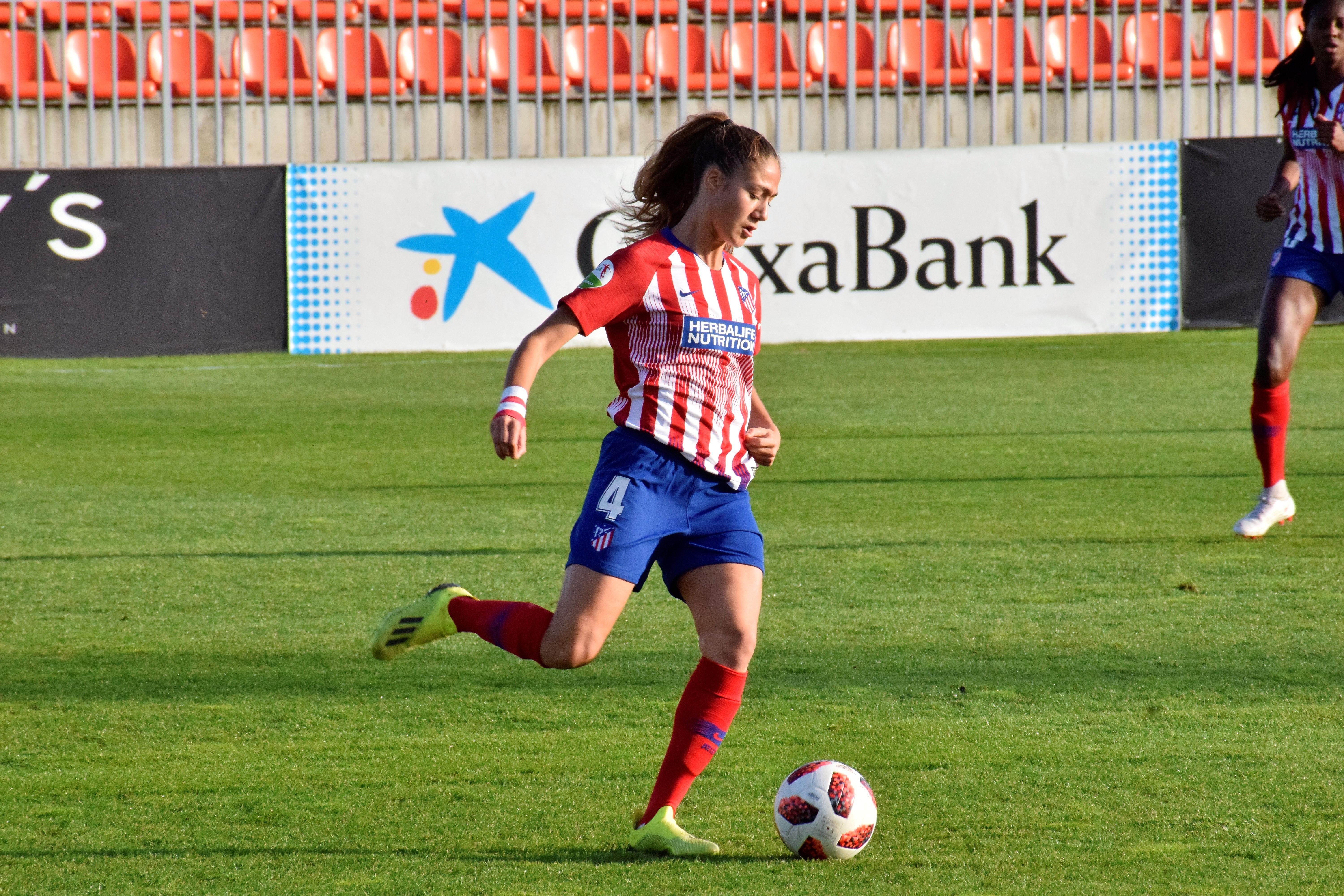
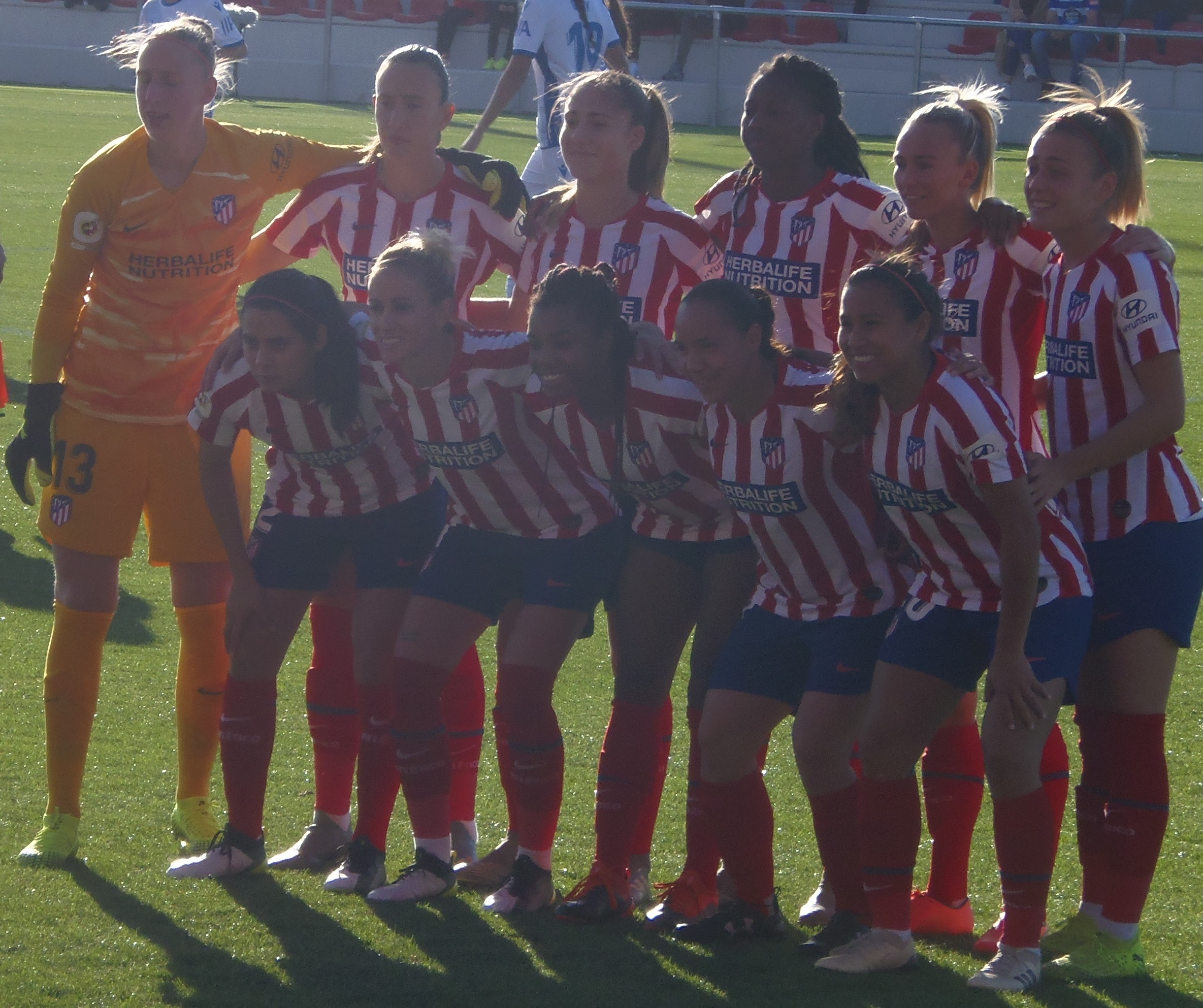

## المشاركات في المراحل النهائية
| البطولة                                       | الفئة      | الخصم          | النتيجة       | المباريات | الاهداف |
| --------------------------------------------- | ---------- | -------------- | ------------- | --------- | ------- |
| بطولة أوروبا للسيدات تحت 17 سنة 2015          | تحت 17 سنة | آيسلندا        | البطل         | 4         | 0       |
| بطولة أوروبا للسيدات تحت 17 سنة 2016          | تحت 17 سنة | بيلاروس        | الوصيف        | 5         | 0       |
| كأس العالم للسيدات تحت 17 سنة 2016            | تحت 17 سنة | الأردن         | المركز الثالث | 6         | 1       |
| الدوري الأوروبي 17 2017                       | تحت 17 سنة | جمهورية التشيك | الوصيف        | 4         | 0       |
| كأس العالم للسيدات تحت 20 سنة لكرة القدم 2018 | تحت 20 سنة | فرنسا          | الوصيف        | 6         | 0       |
| بطولة أوروبا للسيدات تحت 19 سنة 2019          | تحت 19 سنة | إسكتلندا       | نصف النهائي   | 4         | 1       |
| المجموع                                       | –          | –              | –             | 29        | 2       |

| البطولة                                       | الفئة      | الخصم          | النتيجة       | المباريات | الاهداف |
| --------------------------------------------- | ---------- | -------------- | ------------- | --------- | ------- |
| بطولة أوروبا للسيدات تحت 17 سنة 2015          | تحت 17 سنة | آيسلندا        | البطل         | 4         | 0       |
| بطولة أوروبا للسيدات تحت 17 سنة 2016          | تحت 17 سنة | بيلاروس        | الوصيف        | 5         | 0       |
| كأس العالم للسيدات تحت 17 سنة 2016            | تحت 17 سنة | الأردن         | المركز الثالث | 6         | 1       |
| الدوري الأوروبي 17 2017                       | تحت 17 سنة | جمهورية التشيك | الوصيف        | 4         | 0       |
| كأس العالم للسيدات تحت 20 سنة لكرة القدم 2018 | تحت 20 سنة | فرنسا          | الوصيف        | 6         | 0       |
| بطولة أوروبا للسيدات تحت 19 سنة 2019          | تحت 19 سنة | إسكتلندا       | نصف النهائي   | 4         | 1       |
| المجموع                                       | –          | –              | –             | 29        | 2       |

### اللعب الدولي
آخر تحديث match played 5 December 2023.
| الفريق الوطني | السنة   | app | الأهداف |
| ------------- | ------- | --- | ------- |
| إسبانيا       | 2019    | 1   | 1       |
| إسبانيا       | 2020    | 0   | 0       |
| إسبانيا       | 2021    | 3   | 0       |
| إسبانيا       | 2022    | 12  | 1       |
| إسبانيا       | 2023    | 6   | 0       |
| المجموع       | المجموع | 22  | 2       |

تسرد النتائج والنتائج عدد أهداف إسبانيا أولاً، ويشير عمود النتيجة إلى النتيجة بعد كل هدف من أهداف ألكساندري.
| #  | التاريخ        | الملعب                                    | الخصم     | النتيجة | نتيجة | مسابقة                         |
| -- | -------------- | ----------------------------------------- | --------- | ------- | ----- | ------------------------------ |
| 1. | 17 مايو 2019   | ملعب بيدرو إسكارتين، غوادالاخارا، إسبانيا | الكاميرون | 4 -0    | 4-0   | ودية                           |
| 2. | 16 سبتمبر 2021 | تورسفولور، تورشافن، جزر فارو              | جزر فارو  | 10 –0   | 10-0  | تصفيات كأس العالم للسيدات 2023 |